# Escola Katsukawa

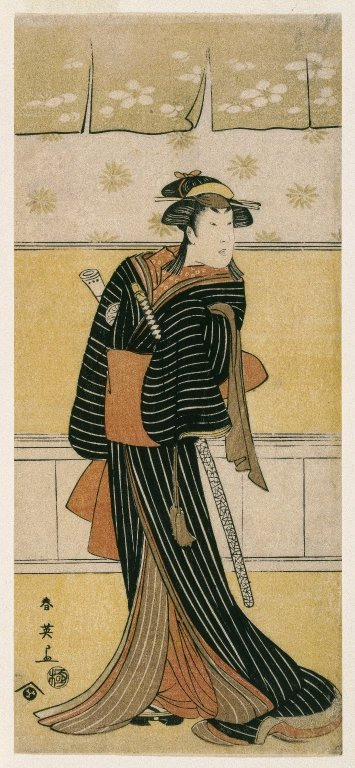
L'actor Ichikawa Monnosuke II com a Karigane no Ofumi, exemple d'art katsukawa.

L'escola Katsukawa (勝川派, -ha) va ser una escola japonesa d'art ukiyo-e, fundada per Miyagawa Shunsui. Es va especialitzar en pintures (nikuhitsuga) i gravats d'actors kabuki (yakusha-e), lluitadors de sumo i dones boniques (bijinga).
Shunsui era fill i alumne de Miyagawa Chōshun, i va ser mestre de Katsukawa Shunshō, a qui se'l considera un dels principals artistes de l'escola. Shunshō personalment es va centrar en els retrats en primer pla d'actors (okubi-e) en els seus gravats, i els bijin a les seves pintures.
Altres artistes de l'escola van ser Shunchō, Shun'ei, Harunobu i Hokusai (com a Katsukawa Shunro).
L'escola Katsukawa es va crear a conseqüència de l'opressió política de l'escola Kanō de pintura per part del shogunat Tokugawa cap al 1750. Molts dels alumnes de Chōshun i de Shunsui van ser arrestats i desterrats, i Chōshun va morir poc després, el 1752. Tot i que el shogunat semblava benèvolament inclinat en favor de l'escola Miyagawa, Shunsui li va canviar el nom pel de Katsu-Miyagawa i després simplement Katsukawa.
L'escola va ser especialment popular en les últimes dècades del segle xviii, i era cèlebre pels seus realistes retrats d'actors. A diferència dels de l'escola Torii, que eren més estilitzats, els retrats Katsukawa intentaven expressar les identitats i personalitats individuals dels que retrataven. Cap al 1800, però, l'escola Utagawa van aconseguir prominència, reemplaçant a Katsukawa en la producció dels retrats dels actors més populars. Així l'escola es va acabar cap al 1840.

## Artistes importants de l'escola
- Miyagawa Shunsui (o Katsukawa Shunsui)
- Katsukawa Shunshō
- Katsukawa Shunchō
- Katsukawa Shun'ei
- Suzuki Harunobu
- Hokusai (com a Katsukawa Shunro)